# Уринов, Яков Исаакович
Яков Исаакович Уринов (28 мая 1898—1976) — советский кинорежиссёр и сценарист.
Заслуженный артист Киргизской ССР (1943), заслуженный деятель искусств Бурятской АССР (1944).

## Биография
В 1921 г. окончил режиссёрское и актёрское отделение Государственной театральной студии в Киеве. Работал режиссёром в театре.
С 1925 г. — в кино, вначале — ассистент известного российского и советского режиссёра Якова Протазанова (фильм «Процесс о трёх миллионах», 1926).
С 1948 г. — режиссёр киностудии «Центрнаучфильм».
Среди его фильмов: «Они будут говорить» (1963), «Андрюша думает» (1963), «Робби» (1964), «Пьер и Жаннет» (1964), «Мистер Всезнайка» (1966), «Дядя Эрнест» (1967) и др.

## Фильмография

### Режиссёр
- 1929 — Матрос Иван Галай (фильм не сохранился)
- 1930 — Огненный рейс
- 1932 — Две встречи
- 1934 — Степные песни
- 1935 — Интриган

### Сценарист
- 1928 — Белый орёл
- 1932 — Две встречи
- 1934 — Степные песни
- 1935 — Интриган